# Sobeknakht II
Sobeknakht II, mort vers 1570 avant J.-C., est un nomarque, gouverneur régional de l'Égypte antique. Il est le gouverneur d'El Kab, et un défenseur de la dynastie thébaine, la XVIe ou la XVIIe dynastie, contre les envahisseurs koushites, au cours de la deuxième période intermédiaire.
Sa tombe présente d'importants textes documentaires sur cette période, et une riche décoration.

## Biographie, sépulture
On ne sait pas grand-chose de la vie de Sobeknakht II. Il était le fils de Sobeknakht Ier et son successeur au poste de gouverneur, ou « nomarque », d'El Kab. Son père Sobeknakht a acheté cette charge auprès d'un parent appelé Kebsi, qui la possédait depuis plusieurs générations, et qui l'a revendue afin de régler ses dettes personnelles. Cette transaction est documentée par la stèle juridique du Caire, qui a été façonnée et érigée pour commémorer cette transaction, au cours de l'année 1 du pharaon thébain Souadjenrê Nebiryraou de la XVIe ou de la XVIIe dynastie.

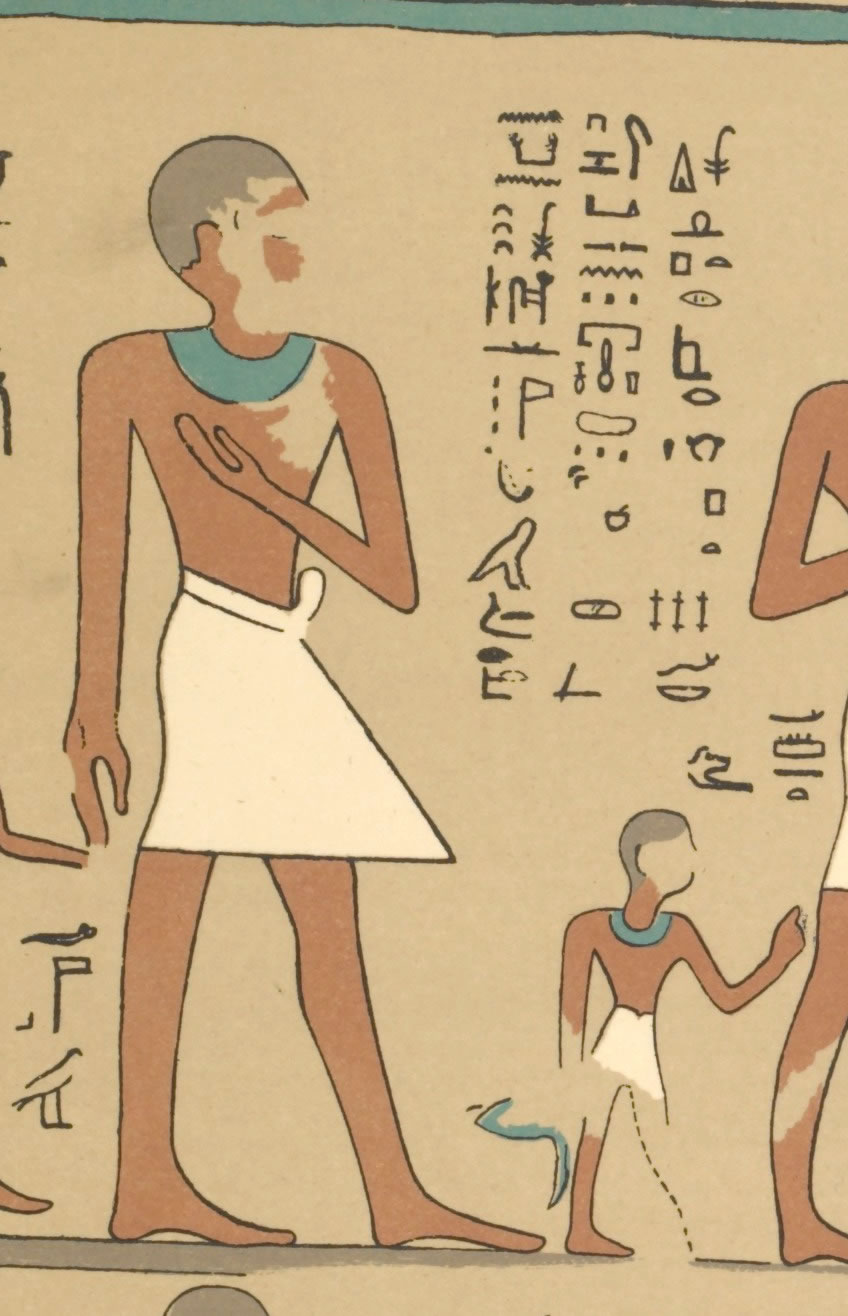
Sobeknakht II fait illustrer sa tombe par l'artiste Sedjemnetjeru, qui se représente ici.

Sobeknakht II meurt vers 1570 avant J.-C. Il est enterré dans la tombe T10 à El Kab, qui est l'une des tombes les plus richement décorées de la deuxième période intermédiaire égyptienne.
En 2003, sa tombe est nettoyée par des égyptologues britanniques. Une importante inscription historique apparaît alors sur les parois de la tombe. Cette inscription relate une invasion massive des Koushites de Nubie sur la petite et faible cité de Thèbes de la XVIe ou XVIIe dynastie. D'après le texte, cette invasion koushite a été repoussée de manière décisive par une contre-attaque menée par ce gouverneur Sobeknakht II alors âgé. L'inscription souligne également le rôle important de Sobeknakht II dans la protection de la dynastie thébaine contre sa destruction au cours de cette période tumultueuse,.

## Rôle dans les datations
Les inscriptions de cette tombe, conjuguées avec l'inscription de la stèle juridique du Caire concernant la même famille, permettent de préciser les datations d'une période peu documentée.
Cette stèle juridique, en effet, ne se contente pas de refléter les modalités de la transaction financière de l'achat de la charge de gouverneur d'El Kab par le père de Sobeknakht II, elle contient aussi la lignée généalogique des titulaires antérieurs de cette charge, en accompagnant parfois la mention d'un événement avec l'indication du règne, et de l'année de règne au cours duquel l'événement s'est produit. Elle stipule en particulier que Kebsi a hérité du titre de gouverneur de son père Ayameru lorsque celui-ci a hérité du vizirat de son père Aya.
Or, comme Ayameru devient gouverneur d'El Kab en l'an 1 du roi Merhoteprê Ini de la XIIIe dynastie, cela signifie qu'une période de seulement deux générations familiales, soit environ quarante à soixante ans au plus, sépare l'an 1 du roi Merhoteprê Ini pendant la XIIIe dynastie, de l'an 1 du roi thébain Souadjenrê Nebiryraou, qui se voit attribuer un règne de vingt-six ans selon le canon royal de Turin.